# Институт за ортопедију Бањица
Институт за ортопедију Бањица је здравствени центар који се налази у Београду у општини Савски венац. на адреси Михаила Аврамовића 28, у насељу Бањица, по којем је добио име. Основан је 1957. године.

## Опште информације
Институт је основан 1957. године, а четири године касније примио је прве пацијенте и почео са лечењем младих који су оболели од коштано-зглобне туберкулозе и дечје парализе. Данас се у болници збрињавају и лече повреде поштамо-зглобног система свих патологија и узраста. У оквиру института се налази Центар за хирургију и лечење кичменог стуба, а уз то институт „Бањица” је наставна база Медицинског факултета у Београду.
Зграда института смештена је на простору од 12 хектара од улица Михајла Аврамовића и Омладинске, све до Лисичјег потока. Зграду су пројектовали архитекте Клиска и Злоковић, а она је окружена парковима.

## Историјат
Објекат је почео са радом као Специјална болница за дечју парализу и коштано-зглобну туберкулозу, јер је здравствена ситуација после Другог светског рата, током педесетих година била тешка. Решење о оснивању болнице донето је 6. јула 1957. године и она је лоцирана на темељима раније започете зграде, још 1948. године, замишљене као рекреативни центар за опоравак, за руководећи кадар, рањенике и ратне инвалиде.
Административна процедура, избор грађевинских и занатских предузећа и набавка материјала је завршена почетком 1958. године, када су тек после деконзервације започетих темеља почели грађевински радови на изградњи једне нове ортопедске установе и после три године рада завршена је болница. Дана 1. јула 1961. године примљени су први пацијенти и болница је почела са радом. Од 31. марта 1965. године болница је носила име Специјална ортопедско-хируршка болница за децу и омладину „Бањица”, од 1967. године звала се Специјална ортопедско-хируршка болница „Бањица”, а од 1997. Институт за ортопедско-хируршке болести „Бањица”.